# 奥米西
奥米西（法語：Omissy，法語發音：[ɔmisi]）是法国上法蘭西大區埃纳省的一个市镇，属于圣康坦区。

## 地理
奥米西（49°52'41"N, 3°18'43"E）面积7.09 平方千米，位于法国上法蘭西大區埃纳省，该省份为法国北部内陆省份，北起北部省，西接索姆省和瓦兹省，东临阿登省和马恩省，西南至塞纳-马恩省，东北部与比利时接壤。
与奥米西接壤的市镇（或旧市镇、城区）包括：法耶、勒欧库尔、莱丹、莫尔库尔、聖康坦。

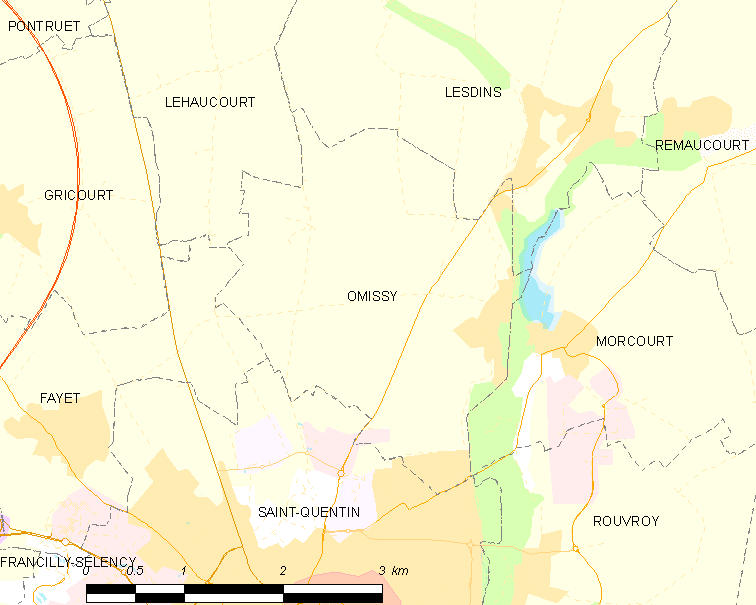
奥米西的OSM定位图

奥米西的时区为UTC+01:00、UTC+02:00（夏令时）。

## 行政
奥米西的邮政编码为02100，INSEE市镇编码为02571。

## 政治
奥米西所属的省级选区为圣康坦第二县。

## 人口

1962-2008年间奥米西人口变化图示

奥米西于2022年1月1日时的人口数量为679人。